# Liriomyza commelinae
Liriomyza commelinae este o specie de muște din genul Liriomyza, familia Agromyzidae, descrisă de Frost în anul 1931. Conform Catalogue of Life specia Liriomyza commelinae nu are subspecii cunoscute.